# Penturoperla barbata
Penturoperla barbata är en bäcksländeart som beskrevs av Joachim Illies 1960. Penturoperla barbata ingår i släktet Penturoperla och familjen Austroperlidae. Inga underarter finns listade i Catalogue of Life.